# Lee-Metford
El Lee-Metford (también llamado Magazine Lee-Metford, o MLM) era un fusil de cerrojo británico que combinaba el sistema de cerrojo con tetones de acerrojado posteriores y el cargador extraíble de James Paris Lee, con un innovador cañón con ánima de siete estrías diseñado por William Ellis Metford. Reemplazó al fusil Martini-Henry en 1888, después de nueve años de desarrollo y pruebas, pero estuvo en servicio por poco tiempo y fue reemplazado por el Lee-Enfield.

## Diseño

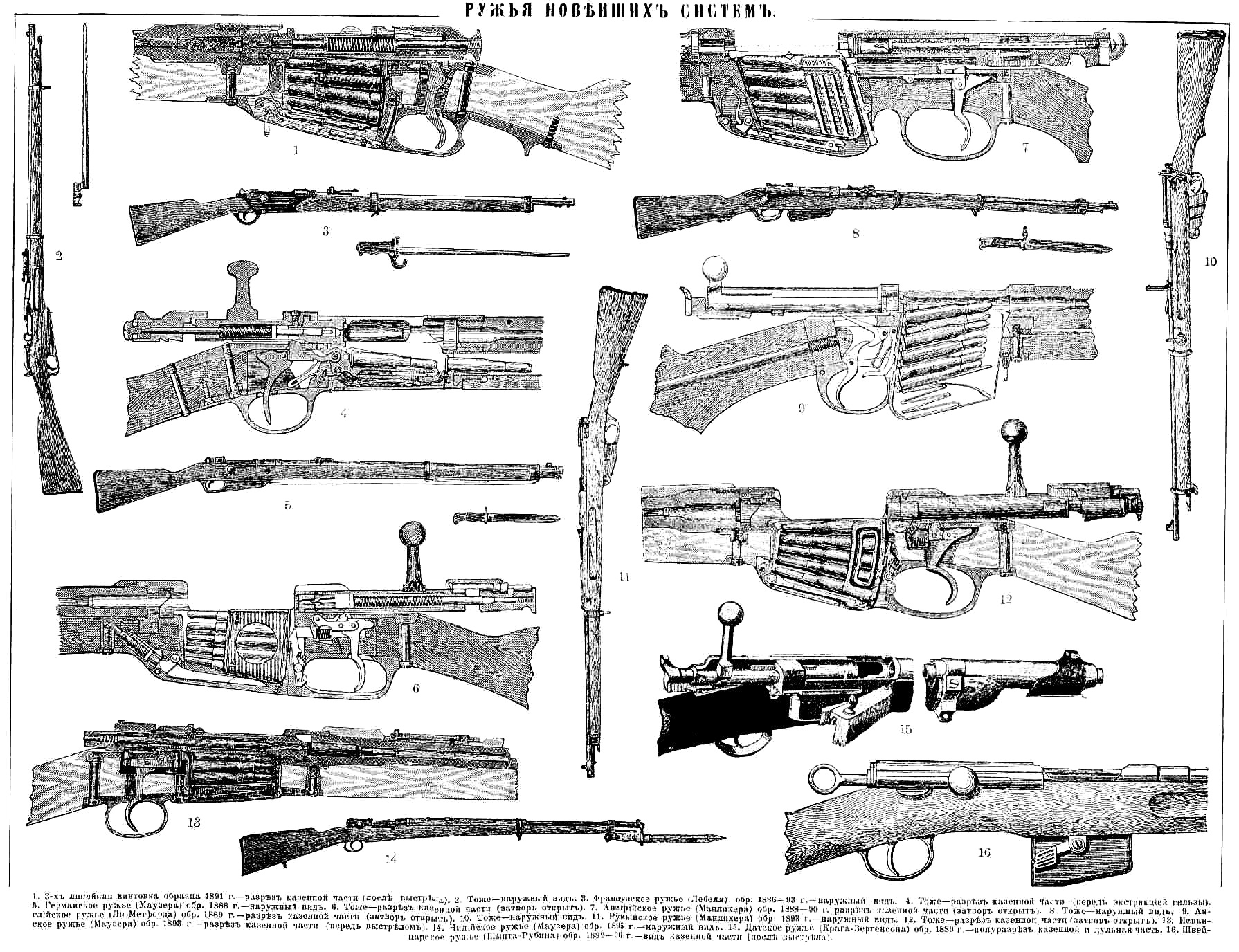
Secciones esquemáticas del Lee-Metford: ilustraciones #9 y #10.

El sistema de cerrojo de Lee era una gran mejora respecto a otros diseños de la época:
- Los tetones de acerrojado posteriores situaban la manija del cerrojo mucho más cerca de la mano del tirador, encima del gatillo. Esto hacía que fuese más rápido de accionar que los cerrojos con tetones de acerrojado frontales, que obligaban al tirador a llevar su mano hacia adelante para accionar el cerrojo. También permitía al tirador operar el cerrojo con su dedo medio, mientras sostenía la manija del cerrojo entre los dedos pulgar e índice.
- La distancia del recorrido del cerrojo era idéntica a la longitud del cartucho, mientras que en los cerrojos con tetones de acerrojado frontales su distancia de recorrido era la longitud del cartucho más la longitud de los tetones. Esto también significaba que el tirador no tenía que retirar su rostro de la culata del fusil al momento de abrir el cerrojo.
- El ángulo de rotación del cerrojo era de 60°, comparado con los 90° de los cerrojos de algunos fusiles franceses y alemanes, haciendo que fuera más rápido de accionar y el tirador no viese obstruida su línea de puntería por la manija del cerrojo cuando este se hallaba abierto.
Además, Lee también introdujo un cargador recto extraíble para reemplazar a los cargadores fijos internos o externos que eran empleados por la mayoría de fusiles de cerrojo, que ofrecía una mayor capacidad que el cargador Mannlicher. Se adoptó el cañón con estriado poligonal de Metford para reducir la acumulación de hollín en el ánima y facilitar su limpieza.
Pese a sus muchas características ventajosas, el Lee-Metford resultaba un tanto anacrónico porque disparaba un cartucho cargado con pólvora negra. Cuando entró en servicio, el diseño de fusiles había cambiado a usar cartuchos de pequeño calibre cargados con pólvora sin humo, que permitía disparar las balas a velocidades mucho más altas sin producir mucho humo y hollín. El cartucho .303 diseñado para este fusil de hecho iba a ser cargado con pólvora sin humo, pero a causa del lento desarrollo se retrasó la elección de una pólvora sin humo, por lo cual los británicos se vieron obligados a emplear pólvora negra como medida provisoria. Para cuando los cartuchos cargados con cordita estuvieron disponibles, se descubrió que eran totalmente inadecuados para dispararse desde los cañones con el poco profundo estriado Metford, porque los desgastaba y los inutilizaba después de aproximadamente 6.000 disparos, en comparación con los 10.000 disparos que resistían los cañones con estriado profundo Enfield. Los fusiles Lee equipados con cañones Enfield pasaron a llamarse Lee-Enfield.
A pesar de las desventajas causadas por el uso de cartuchos cargados con pólvora negra, el Lee-Metford pasó a través de varias modificaciones durante su corto servicio, siendo los principales cambios el incremento de la capacidad del cargador (de ocho cartuchos en una sola hilera, a diez cartuchos en doble hilera), los mecanismos de puntería y el seguro. A partir de 1895, el Lee-Metford empezó a ser gradualmente retirado de servicio en favor del Lee-Enfield por los motivos mencionados arriba, que incluían el cambio a cañones con estriado Enfield y mecanismos de puntería ajustados para la trayectoria más plana ofrecida por la pólvora sin humo.   

## Reemplazo
El reemplazo de los fusiles Lee-Metford tomó varios años en llevarse a cabo, todavía estando en servicio con algunas unidades durante la segunda guerra bóer en 1899. Las tropas británicas equipadas con el Lee-Metford e incluso con el Lee-Enfield se vieron en desventaja ante las tropas bóer equipadas con fusiles Mauser Modelo 1895, ya que este último era superior en precisión a largo alcance. El fusil alemán tenía un alcance máximo de más de 1.829 m; los tiradores expertos podían efectuar disparos precisos de largo alcance.
Los mecanismos de puntería mal ajustados y el pobre control de calidad en las fábricas hicieron que los fusiles británicos fueran sumamente imprecisos a distancias superiores a 370 m. Sin embargo, los fusiles Lee-Metford capturados pasaron a ser las principales armas de los bóer cuando se les agotaban sus cartuchos 7 x 57 Mauser.
Los británicos tomaron en cuenta adoptar un nuevo fusil, el Pattern 1913 Enfield, basado en un cerrojo Mauser modificado. Pero el inicio de la Primera Guerra Mundial canceló el proyecto y el muy adaptable Lee-Enfield continuó en servicio por cincuenta años más.
En servicio británico, el Lee-Metford también fue actualizado a los estándares de los últimos modelos de fusiles (cargador externo fijo alimentado mediante peines y fusil corto), aunque el cañón casi siempre era reemplazado por uno con estriado Enfield. El Lee-Metford también fue producido para el mercado civil y empleado por tiradores deportivos hasta el inicio de la Primera Guerra Mundial, porque era considerado más preciso que el Lee-Enfield. En este contexto, los cañones y cabezales del cerrojo podían ser reemplazados con tanta frecuencia como el propietario quisiese, o pudiese, pagar. Quedó como armamento de reserva en muchos territorios del Imperio británico hasta la Segunda Guerra Mundial, siendo suministrado a la Home Guard neozelandesa y a los Cuerpos Voluntarios de Defensa australianos hasta que se pudo obtener fusiles más modernos. El Lee-Metford continua en servicio con los Atholl Highlanders, como fusil ceremonial.  

## Fusil automático Charlton

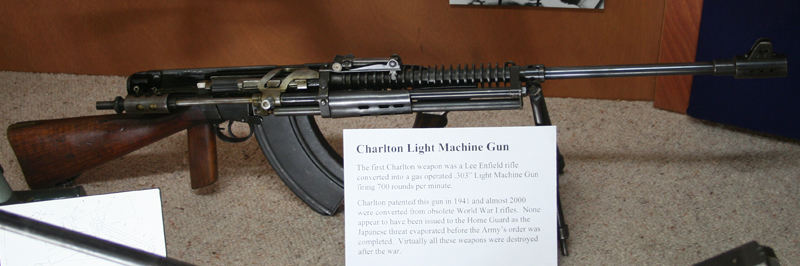
El Charlton del Museo del Ejército de Waiouru, Nueva Zelanda.

Pequeñas cantidades de fusiles Lee-Metford fueron reconstruidos o modificados como sistemas experimentales semiautomáticos, tales como el fusil Howell británico, el Reider sudafricano y el más conocido fusil automático Charlton, diseñado por el neozelandés Philip Charlton en 1941 como sustituto de las ametralladoras ligeras Bren y Lewis que en aquel entonces estaban disponibles en cantidades limitadas. Durante la Segunda Guerra Mundial, la mayoría de las tropas neozelandesas fueron desplegadas en el norte de África. Cuando Japón entró a la guerra en 1941, Nueva Zelanda tenía una grave escasez de ametralladoras ligeras que serían necesarias para la defensa local en caso de que Japón decida invadir, por lo cual el gobierno neozelandés financió el desarrollo de conversiones semiautomáticas del Lee-Metford. El resultado final fue el fusil automático Charlton, que fue suminstrado a las unidades de la Home Guard neozelandesa a partir de 1942. Se produjeron más de 1.500 conversiones, incluso unas cuantas hechas por Electrolux Australia con fusiles SMLE Mk III* de Lithgow.
Los dos fusiles Charlton se distinguían por detalles externos (entre otros, el Charlton neozelandés tenía empuñadura frontal y bípode, los cuales carecía el Charlton australiano), pero compartían el mismo mecanismo operativo. La mayoría de los fusiles automáticos Charlton fueron destruidos en un incendio después de la Segunda Guerra Mundial, pero algunos ejemplares sobreviven en museos y colecciones particulares. 

## Usuarios
- Imperio británico
- Escocia: Es empleado por los Atholl Highlanders como fusil ceremonial.
- Etiopía[15]
- Tíbet: Al inicio del siglo XX, armeros indios produjeron copias en los arsenales locales. En 1914, compró 5.000 fusiles británicos sobrantes.[16]